# Pierre Goursat
Služebník Boží Pierre Goursat (15. srpna 1914 – 25. března 1991)⁠⁠⁠⁠⁠⁠ byl francouzský katolický laik, zakladatel komunity Emanuel.

## Život a rodina
Jeho otec Victor Goursat, umělec, brzy po Pierrově narození rodinu opustil. Matka Marie se po celý život statečně starala o Pierra a o jeho o rok mladšího bratra Bernarda. Vedla v Paříži rodinný penzion a předávala synům náboženskou výchovu, zejména s úctou k Panně Marii. Bratr zemřel roku 1926. Pierre dále studoval a věnoval se umění. Své duchovní obrácení kladl do roku 1933 při vzpomínce na bratra v Plateau d’Assy. - Chtěl však zůstat laikem, necítil se povolán ke kněžství.
Roku 1970 opouští práci v kultuře. Založil nízkoprahovou skupinu pro lidi na okraji společnosti na lodi na Seině, kterou zakoupil. Se spolupracovnicí Martinou Laffittovou a několika dalšími přáteli založili komunitu Emmanuel, komunitu všech stavů – laiků i zasvěcených osob, svobodných i žijících v manželství, ve starém poutním sídle Paray-le-Monial.
V lednu roku 2010 byl Pierre Goursat prohlášen za Božího služebníka a v pařížské diecézi byl otevřen proces jeho blahořečení. První etapa shromažďování dokumentů a svědectví o svatosti jeho života skončila v prosinci 2015. Poté začala tedy druhá etapa procesu, vedená poté v 21. století Kongregací pro blahořečení a svatořečení v Římě.